# Swayzee
Swayzee és una població dels Estats Units a l'estat d'Indiana. Segons el cens del 2006 tenia 952 habitants.

## Demografia
Segons el cens del 2000, Swayzee tenia 1.011 habitants, 404 habitatges, i 309 famílies. La densitat de població era de 830,5 habitants/km².
Dels 404 habitatges en un 34,4% hi vivien nens de menys de 18 anys, en un 62,6% hi vivien parelles casades, en un 10,1% dones solteres, i en un 23,3% no eren unitats familiars. En el 21,5% dels habitatges hi vivien persones soles el 9,4% de les quals corresponia a persones de 65 anys o més que vivien soles. El nombre mitjà de persones vivint en cada habitatge era de 2,5 i el nombre mitjà de persones que vivien en cada família era de 2,89.
Per edats la població es repartia de la següent manera: un 25,4% tenia menys de 18 anys, un 6,9% entre 18 i 24, un 28,4% entre 25 i 44, un 23,6% de 45 a 60 i un 15,6% 65 anys o més.
L'edat mediana era de 38 anys. Per cada 100 dones de 18 o més anys hi havia 88 homes.
La renda mediana per habitatge era de 41.146$ i la renda mediana per família de 46.750$. Els homes tenien una renda mediana de 34.531$ mentre que les dones 22.361$. La renda per capita de la població era de 17.476$. Entorn del 4,2% de les famílies i el 6% de la població estaven per davall del llindar de pobresa.

## Poblacions més properes
El següent diagrama mostra les poblacions més properes.